# Лора Орловић
Лора Орловић (Краљево, 18. септембар 1971) југословенска и српска је позоришна, телевизијска и филмска глумица. Удата је за публицисту и музичара Александра Жикића. У Филаделфији је завршила огранак школе Ли Стразбер.

## Филмографија[4]
| Год.       | Назив                             | Улога             |
| ---------- | --------------------------------- | ----------------- |
| 1980-е     |                                   |                   |
| 1989.      | Метла без дршке                   | девојка           |
| 1990-е     |                                   |                   |
| 1990.      | Секс - партијски непријатељ бр. 1 | конобарица        |
| 1990-1991. | Бољи живот                        | медицинска сестра |
| 1991.      | Ноћ у кући моје мајке             | Цеца              |
| 1991.      | Оригинал фалсификата              |                   |
| 1991.      | Тесна кожа 4                      | секретарица       |
| 1998.      | Историја једног осећања           |                   |
| 2000-е     |                                   |                   |
| 2002.      | Новогодишње венчање               |                   |
| 2020-е     |                                   |                   |
| 2020-2021. | Камионџије д.о.о.                 | Гиџиница          |
| 2021.      | Тома                              | Сузи              |
| 2021.      | Три мушкарца и тетка              | Лора              |
| 2021-2022. | Коло среће                        | Снежана Васиљевић |
| 2022.      | Мала супруга                      | Оливера           |
| 2022-2023. | Од јутра до сутра                 | Боса              |
| 2023-      | Игра судбине                      | Боба              |